# Аквакалда (Месина)
Аквакалда (итал. Acquacalda) је насеље у Италији у округу Месина, региону Сицилија.
Према процени из 2011. у насељу је живело 263 становника. Насеље се налази на надморској висини од 2 м.